# Graulärmvogel
Der Graulärmvogel (Crinifer concolor, Synonym: Corythaixoides concolor) auch Grauer Lärmvogel gehört zu der Familie der Turakos (Musophagidae).

## Gestalt
Mit seinem langen Schwanzfedern, dem Kamm sowie dem grauen Gefieder ist diese Art leicht identifizierbar. Ausgewachsene Tiere erreichen eine Körpergröße von 48 cm. Der Vogel tritt häufig in kleineren Gruppen auf und ist sehr stimmfreudig (daher sein Name). Der Klang seines Rufes erinnert an „Go Away“, was ihm den Namen „Go away Bird“ im englischen Sprachraum  verliehen hat.
Das Erscheinungsbild von männlichen und weiblichen Vögeln ist gleich. Jungvögel haben ein aufgeplusteteres Gefieder sowie einen kürzeren Kamm.

## Verbreitung und Lebensraum
Der Graulärmvogel ist in Namibia, Simbabwe, dem nördlichen Botswana sowie dem nördlichen Teil von Südafrika und Natal zu finden. Sein Lebensraum ist das Buschland sowie offene Wälder. Auch in den Vorstadtgärten von Pretoria und Witwatersrand ist er zu Hause. Der Graulärmvogel ist weit verbreitet und nicht gefährdet.

## Nahrung und Nahrungserwerb
Der Graulärmvogel ernährt sich hauptsächlich von Obst und Früchten (z. B. wilden Feigen und Beeren), Termiten, Schnecken, Blumen, Knospen und Blättern.

## Systematik
Innerhalb der Art werden vier Unterarten unterschieden:
- Crinifer c. bechuanae (Roberts, 1932) kommt im südlichen Angola und nordöstlichen Namibia bis Simbabwe und dem nördlichen Südafrika vor
- Crinifer c. concolor (Smith, A, 1833) ist vom südlichen Malawi und dem zentralen Mosambik bis ins östliche Südafrika verbreitet
- Crinifer c. molybdophanes (Clancey, 1964) ist im nordöstlichen Angola bis ins südliche Tansania, dem nördlichen Malawi und dem nördlichen Mosambik verbreitet.
- Crinifer c. pallidicens (Neumann, 1899) kommt vom westlichen Angola bis Zentralnamibia vor.